# اونجالی رائف
اونجالی رائف (انگلیسی: Onjali Q. Raúf؛ زادهٔ ۰ فوریهٔ ۱۹۸۱) نویسنده اهل انگلستان است. وی همچنین برندهٔ جوایزی همچون ۱۰۰ زن بی‌بی‌سی شده‌است.